# R. Mika
Rainbow Mika Nanakawa, beter bekend als R. Mika, is een personage dat werd bedacht door computerspellenfabrikant Capcom. Ze komt voor in de reeks gevechtsspellen van Street Fighter. Het personage kwam voor het eerst voor in het spel Street Fighter Alpha 3.

## Achtergrond
Mika is een worstelaarster uit de Hokuriku-regio in Japan. Ze wordt getraind door Yoko Harmegeddon en haar sponsor is de rijke straatvechtster Karin Kanzuki. Haar bloedgroep is 0.
Mika's uiteindelijke doel is om de ster van de ring te worden. Om zichzelf te promoten wil ze voordat ze haar officiële debuut in de professionele worstelwereld maakt een tijd lang overal ter wereld de strijd aangaan met beroemde straatvechters. Gedurende deze tijd ontmoet ze haar grote idool de Russische worstelaar Zangief.

## Citaten
- "Power, technique, and beauty! I've mastered the basics!"
- "I know I can do more! I was just warming up!"
- "Don't underestimate me! I believe in my dreams!"

## Trivia
- Haar stem werd ingesproken door Junko Takeuchi.

Abel · 
Adon · 
Akuma · 
Alex · 
Balrog · 
Birdie · 
Blanka · 
Cammy · 
Charlie · 
Chun-Li · 
Cody · 
Crimson Viper · 
Dan · 
Dee Jay · 
Dhalsim · 
De Dolls · 
Dudley · 
Eagle · 
E. Honda · 
Elena · 
El Fuerte · 
Fei Long · 
Gen · 
Gill · 
Gouken · 
Guile · 
Guy · 
Hakan · 
Hugo · 
Ibuki · 
Ingrid · 
Juri · 
Karin · 
Ken · 
M. Bison · 
Makoto · 
Necro · 
Oni · 
Oro · 
Poison · 
R. Mika · 
Remy · 
Rolento · 
Rose · 
Rufus · 
Ryu · 
Sagat · 
Sakura · 
Sean · 
Seth · 
T. Hawk · 
Twelve · 
Urien · 
Vega · 
Yang · 
Yun · 
Zangief